# La Concordia (Ecuador)
La Concordia è una parrocchia urbana dell'Ecuador, capoluogo dell'omonimo cantone, nella provincia di Santo Domingo de los Tsáchilas.